# برنار آرنو
برنار آرنو (به فرانسوی: Bernard Arnault) (زاده ۵ مارس ۱۹۴۹) بازرگان، کارآفرین، سرمایه‌دار و کلکسیونر آثار هنری فرانسوی است. بر پایه رتبه‌بندی گزارش دو نشریه بلومبرگ و فوربس که دارایی‌های ثروتمندان جهان را گزارش می‌کنند. برنار آرنو در ژانویه ۲۰۲۳ طبق اعلام مجله فوربس با دارایی بیش از ۲۰۰ میلیارد دلار و همچنین با پیشی گرفتن از ایلان ماسک ثروتمندترین فرد زنده جهان شد.

## دوران کودکی
برنار ژان ایتن آرنو، در تاریخ ۵ مارس ۱۹۴۹ در شهر روبه در شمال فرانسه زاده شد. پدرش ژان لئون آرنو، کارخانه‌دار و مالک شرکت ساخت‌وساز فیرت-ساوینل بود. دوران کودکی برنار در شهر روبه سپری شد، وی سپس برای ادامه تحصیل به پاریس نقل مکان کرد.

## دوران تحصیل
برنار آرنو، پس از فارغ‌التحصیلی از دبیرستان ماکسنس شهر روبه، در سال ۱۹۶۹ به دانشگاه پلی‌تکنیک پاریس رفت. وی در سال ۱۹۷۱ موفق به کسب مدرک مهندسی در رشته عمران گردید و به درخواست پدرش، به کسب و کار خانوادگی پیوست.

## زندگی حرفه‌ای
برنار پس از فارغ‌التحصیلی در سال ۱۹۷۱ به‌عنوان یک مهندس عمران، به شرکت ساختمان‌سازی و املاک پدری پیوست و در سال ۱۹۷۶ پدرش را قانع کرد، که با بخش تولیدی شرکت به مبلغ ۴۰ میلیون فرانک، تسویه حساب کرده و تمرکز شرکت را، به معاملات املاک معطوف نماید.
شرکت جدید با تغییر نام به فعالیت در حوزه اداره اقامتگاه‌های مسافرتی، با امکانات خاص، وارد گردید. برنار در سال ۱۹۷۹ جانشین پدرش در جایگاه ریاست شرکت شد.
برنار آرنو در سال ۱۹۸۱، پس از اینکه فرانسوا میتران، رئیس‌جمهور فرانسه شد، به ایالات متحده مهاجرت کرد و شرکت فرینل (شرکت پدری) را در آنجا تأسیس نمود و به این وسیله، موفق شد، ساختمان‌هایی مسکونی در پالم بیچ در ایالت فلوریدا را احداث نماید.
آرنو سه سال بعد، زمانی که سوسیالیست‌های فرانسه، به رویکرد اقتصادی محافظه‌کارانه‌تر تغییر رویه دادند، دوباره به فرانسه بازگشت و به‌عنوان مدیر ارشد اجرایی یک شرکت کالاهای لوکس (کالاهایی که با افزایش درآمد مصرف‌کنندگان، میزان مصرفشان افزایش می‌یابد) به‌نام «فیانسیر آگاش» مشغول به کار شد.

## کریستین دیور
آرنو با کمک بخش بنگاه سرمایه‌گذاری بانک لازارد و استفاده از سوبسیدهای اعطایی از سوی دولت فرانسه، در ازای اینکه شرکت تعدیل نیرو نداشته باشد، «شرکت کریستین دیور» را خرید، که در بحران ورشکستگی به سر می‌برد.
در واقع دولت فرانسه به‌دنبال کسی می‌گشت، تا این امپراتوری نساجی را، که شرکت‌های بسیاری زیرمجموعه آن بودند (مثل دیور) به‌دست گیرد. خانواده آرنو تنها مبلغ ۱۵ میلیون دلار برای خرید این شرکت هزینه کرد و ۸۰ میلیون دلار باقی‌مانده را، بانک لازارد تأمین نمود. دلیل اصلی آرنو برای خرید این شرکت، به‌دست آوردن برند مشهور دیور بود، تا پایه‌ای باشد برای راه‌اندازی یک «سوپرمارکت کالاهای لوکس» که طبقه متوسط جامعه بتوانند، از آن خرید کنند. آرنو به‌سرعت دیور را گسترش داد تا برندهای جدیدی مثل خانه مد کریستین لاکروا و سلین (که کالاهای چرمی تولید می‌کردند) را نیز در بر گیرد.
کمی بعد آرنو مجبور شد تقریباً تمام سرمایه شرکت را به قیمت ۴۰۰ میلیون دلار فروخته و تنها برند با پرستیژ کریستین دیور و فروشگاه «لوبن‌مارشه» را نگه دارد. این فروش، او را قادر ساخت تا ۱٫۸ میلیارد دلار از سهام شرکت LVMH را در سال ۱۹۸۹ خریداری کند تا به این طریق کنترل ۲۴٪ درصد از این گروه را در اختیار گیرد.

## ال و ام هاش
کمی پس از خریداری ۲۴٪ درصد از سهام ال و ام هاش، بین آرنو و هنری راکمیه؛ رئیس قبلی شرکت لویی ویتون که از شرکت‌های تابعه ال و ام هاش بود، درگیری بر سر قدرت رخ داد.
در عرض کمی بیش از یک سال، آرنو در منازعات دادگاه پیروز شده و راکمیه از کار برکنار شد. در دست گرفتن قدرت در ال و ام هاش، یکی از متبحرانه‌ترین کارهای تجاری در تاریخ فرانسه بوده و باعث شده آرنو به‌عنوان فردی بدطینت شناخته شود، که به واسطه اخراج‌های متعدد دیگران، به قدرت رسیده‌ است. اما با این حال بسیاری از افراد استراتژی کسب و کار آرنو و علاقه‌اش برای ریسک‌پذیری را قابل احترام می‌دانند.
آرنو با موفقیتی که در کمپانی ال و ام هاش کسب کرده بود، شروع به سر هم کردن تکه‌های سوپرمارکت کالاهای لوکس خود نمود. آرنو از آن زمان تاکنون شرکت را با برنامه توسعه جاه‌طلبانه‌ای پیش برده که کمپانی ال و ام هاش را تبدیل به بزرگ‌ترین گروه تجاری کالاهای لوکس در دنیا کرده‌ است.
آرنو در دهه ۱۹۹۰ با خرید ده‌ها تولیدکننده کالاهای لوکس در اروپا، آمریکای شمالی، آسیا، آمریکای جنوبی و استرالیا شرکتش را تبدیل به یک امپراتوری بزرگ کالاهای لوکس نمود.
کریستین دیور و ال و ام هاش در مجموع ۵۰ مارک از معروف‌ترین تولیدات جهانی را در اختیار دارند. از جمله تولیدات آن‌ها کیف‌های لویی ویتون است، که امروزه در دست بسیاری از خانم‌ها، حتی با مارک‌های تقلبی نیز دیده می‌شود! آرنو امپراتوری‌اش را طی ۲۰ سال راه‌انداخت؛ هرچند که او بسیاری از زیرمجموعه‌های ال و ام هاش را خود به‌وجود نیاورد، اما درک درستی از پتانسیل آنها برای جذب مشتری بیشتر داشت و این نکته‌ای بود که وی را امروز به موفق‌ترین مرد فرانسه تبدیل کرده‌ است.
ادغام موفقیت‌آمیز چند تولیدکننده معروف کالاهای لوکس توسط برنار آرنو، سبب شده‌است، تا شرکت‌های دیگری نیز به همین فکر بیفتند. قدمت قدیمی‌ترین شاخه ال و ام هاش، به سال ۱۵۹۳ برمی‌گردد. سهام این گروه به‌طور عمومی در بازار بورس یورونکست پاریس دادوستد می‌شود و بخشی از شاخص کاک ۴۰ است. ال و ام هاش در حال حاضر ۵۶ هزار نفر را به استخدام خود درآورده است. ۴۰٪ درصد از کارمندان ال و ام هاش در فرانسه مشغول به کارند. ال و ام هاش در ۱۵۰۰ فروشگاه معتبر جهان فعالیت داشته و از همین رو بازار وسیعی را برای عرضه محصولاتش، در اختیار دارد.
طرحی که ال و ام هاش با جدیت آن را کنترل می‌کند، نحوه فروش محصولاتش است و به شدت بر مکان‌هایی که این محصولات به فروش می‌رسد، نظارت دارد. برای مثال تولیدات لویی ویتون فقط از طریق بوتیک‌های این شرکت و با تابلوهای بزرگ لویی ویتون به فروش می‌رسد، که در نقاط مرفه‌نشین شهرهای ثروتمند تأسیس شده‌اند یا این که اجازه فروش محصولات خود را به دیگر فروشگاه‌های عرضه‌کننده محصولات لوکس اعطا می‌کند؛ مثل فروشگاه هارودس در لندن. از این لحاظ سیاست برنار آرنو با مؤسسان وال‌مارت یا آلدی متفاوت است، که گروه هدف آنان را قشر متوسط جامعه تشکیل می‌دهد.
برنارد آرنو توانایی ویژه‌ای در کشف استعدادهای بازار دارد. خوب می‌داند چه محصولی را باید در کجا عرضه کرد و چه محصولی در بازاری با استقبال روبه‌رو نخواهد شد و قطعاً به همین دلیل است، که مجموعه تحت مدیریت او بزرگ‌ترین شرکت در عرصه لوازم لوکس است. این شرکت خود دارای ۵۰ زیرمجموعه است، که هر کدام از مارک‌های معروفی هستند و در یک یا چند شاخه، بهترین محصولات را تولید می‌کنند. مقر ال و ام هاش در پاریس است. پس از ادغام موت ات چاندون و هنسی، در سال ۱۹۸۷ لویی ویتون که در آن زمان از بهترین تولیدکنندگان چمدان‌های مسافرتی بود، با دو شرکت پیشین ادغام شد. با مشارکت این شرکت‌ها، ال و ام هاش تشکیل شد. ال و ام هاش تا حد زیادی تحت کنترل کریستین دیور است که برنار آرنو ریاست آن را عهده دار است.

## لویی ویتون
لویی ویتون، که به اختصار ال‌وی نیز خوانده می‌شود، یک خانه مد فرانسوی است، که در سال ۱۸۵۴ تأسیس شد. این شرکت طیف وسیعی از کالاهای لوکس را تولید و ارائه می‌نماید. برند لویی ویتون یکی از پیشروهای صنعت مد در جهان است، که محصولات خود را از طریق بوتیک‌های مستقل، فروشگاه‌های زنجیره‌ای و وب‌سایت شرکت، به فروش می‌رساند.
شرکت لویی ویتون، برای شش سال متوالی (۲۰۰۶–۲۰۱۲) بعنوان با ارزش‌ترین نام تجاری در زمینه کالاهای لوکس در جهان شناخته شده‌است. ارزش این برند، در سال ۲۰۱۲ معادل ۲۵٫۹ میلیارد دلار برآورد گردید. از سال ۱۹۸۹ تاکنون، برنار آرنو مالک برند لویی ویتون می‌باشد. وی از طریق شرکت ال و ام هاش مالک ۴۲٪ از سهام این شرکت می‌باشد.

## اعتقادات
آرنو اعتقاد دارد که شرکت برای افزایش انرژی خلاقانه، باید مدیرانی با عشق و علاقه به هنرمندان داشته باشد و به این شکل می‌توانند هنرمندانشان را درک کنند. آرنو که در میان مدیران ارشد اجرایی پیشتاز در جهان، فردی منحصربه‌فرد است، همواره این توانایی را داشته که بین جنبه‌های مالی و خلاقانه کسب و کار، ارتباطی مناسب برقرار کند. او گرچه هیچ وقت به محدود کردن نوآوری طراحانش اعتقاد نداشته اما همواره بر انضباط مالی در خرید، بازاریابی و فروش محصولات شرکتش تأکید کرده‌است.

## زندگی خصوصی
برنارد آرنو تاکنون دو بار ازدواج کرده‌است. وی ۵ فرزند دارد و یکی از دخترانش نیز در حال حاضر از مدیران ال و ام هاش است. همسر دوم آرنو، هلن مرسیه، یک پیانیست اهل کبک کانادا و کلکسیونر نت‌های موسیقی می‌باشد.